# Ferrari 735 S
La Ferrari 735 S è una autovettura da corsa prodotta dalla Scuderia di Maranello che debuttò a Monza nel Gran Premio dell'Autodromo il 29 giugno 1953 (gara non valida per il mondiale), pur senza finire la gara.
La Ferrari, sotto la guida dell'Ingegner Aurelio Lampredi, produsse auto da corsa e sportive, equipaggiate con motori a quattro cilindri. Meno costose di quelle a dodici cilindri, esse consentirono alla casa di Maranello di ottenere numerose vittorie nelle competizioni degli anni cinquanta.

## Da 2 a 3 litri
Alla base di questa gamma vi era un motore di due litri, avente due alberi a camme in testa. Il motore era destinato alla Ferrari 625 F1 ed erogava inizialmente 165 cavalli; poi successivamente portato a 225 cavalli ad un regime di 7500 giri/min: il risultato di questo propulsore fu davvero eccezionale; tant'è che Alberto Ascari conquistò il Campionato del Mondo nel 1952 e nel 1953, con auto spinte da questi motori. Nel modello sportivo, la cilindrata fu aumentata a 3 litri e fu denominata 735. Di Ferrari 735 S ne furono prodotti soli 3 esemplari, tutti caratterizzati da carrozzerie differenti.
Il telaio della 735 era quello tipico delle Ferrari, realizzato in longheroni e traverse. Il ponte posteriore era del tipo De Dion con balestra trasversale e ammortizzatori idraulici. L'avantreno era a ruote indipendenti, con una sospensione a balestra trasversale e ammortizzatori idraulici. Il telaio offriva una buona rigidità e ricevette un motore a quattro cilindri di tre litri che sviluppava 225 CV a 6800 giri/min. La vettura pesava 750 Kg e raggiungeva i 260 km/h.

## Caratteristiche
- Motore: 4 cilindri in linea; 2941,66 cc; doppio albero a camme in testa; potenza massima, 225  CV a 6800 rpm.
- Trasmissione: Trazione posteriore, cambio manuale a 5 rapporti.
- Sospensioni: Anteriori indipendenti con sospensioni a balestra trasversale con ammortizzatori telescopici. Quelle posteriori erano dotate di un ponte De Dion con barra trasversale superiore.
- Freni: a tamburo.
- Dimensioni: Passo 225 cm; carreggiata anteriore e posteriore 128 cm.
- Velocità massima: 260 km/h[2]